# 2020-2021シーズンのNBA
2020-2021シーズンのNBAはNBAの75回目のシーズンである。新型コロナウイルスの影響でレギュラーシーズンは72試合に短縮されており、カナダ・トロントに本拠地を置くトロント・ラプターズはフロリダ州タンパにあるアマリー・アリーナで今シーズンはホームゲームを行うこととなった。

## 移籍

### 引退選手
- 2020年9月8日、マービン・ウィリアムズは引退を発表。ウィリアムズは、15年間のNBAキャリアの中で、4つのチームでプレーした[7]。
- 2020年9月14日、リアンドロ・バルボサは引退を発表。バルボサはNBAで14シーズンプレーし、2015年にゴールデンステート・ウォリアーズで1回のチャンピオンを獲得した[8][9]。
- 2020年10月24日、ケビン・セラフィンは引退を発表。セラフィンは、7年間のNBAキャリアの中で、3つのチームでプレーした[10][11]。
- 2020年11月16日、コーリー・ブリューワーは引退を発表。ブリューワーはNBAで8チームを12年間プレーし、2011年にダラス・マーベリックスでチャンピオンを獲得した[12]。
- 2020年11月18日、ドレル・ライトは引退を発表。ライトは、11年間のNBAキャリアの中で、4つのチームでプレーした.[13]。
- 2020年11月25日、アーロン・ブルックスは引退を発表。ブルックスは、13年間のNBAキャリアの中で、7チームでプレーした[14]。
- 2020年11月30日、アンドリュー・ボーガットは引退を発表。ボーガットは、14年間のNBAキャリアの中で、5つのチームでプレーし、2015年にゴールデンステート・ウォリアーズでチャンピオンを獲得した[15][16]。
- 2020年11月30日、エバン・ターナーは引退を発表。ターナーは、NBA在籍中に、5チームで10シーズンプレーした[17]。
- 2021年3月1日、ジョアキム・ノアは引退を発表。ノアは13年間のNBAキャリアの中で、4チームでプレーし、2014年にはNBA最優秀守備選手賞を受賞、2回のNBAオールスターゲームに出場した[18]。
- 2021年3月31日、ターボ・セフォロシャは引退を発表。セフォロシャは、14年間のNBAキャリアの中で、5つのチームでプレーした[19]。

### フリーエージェント
NBAフリーエージェントの交渉は2020年11月20日より開始され、11月22日から期限までに契約が交わされる。

### ヘッドコーチの交代
| チーム                                 | 2019–20シーズン          | 2020–21シーズン          |
| オフシーズン                           | オフシーズン             | オフシーズン             |
| -------------------------------------- | ------------------------ | ------------------------ |
| ブルックリン・ネッツ                   | ジャック・ヴォーン       | スティーブ・ナッシュ     |
| シカゴ・ブルズ                         | ジム・ボイレン           | ビリー・ドノバン         |
| ヒューストン・ロケッツ                 | マイク・ダントーニ       | スティーブン・サイラス   |
| インディアナ・ペイサーズ               | ネイト・マクミラン       | ネイト・ビョルクレン     |
| ロサンゼルス・クリッパーズ             | ドック・リバース         | タロン・ルー             |
| ニューオーリンズ・ペリカンズ           | アルヴィン・ジェントリー | スタン・ヴァン・ガンディ |
| ニューヨーク・ニックス                 | マイク・ミラー           | トム・シボドー           |
| オクラホマシティ・サンダー             | ビリー・ドノバン         | マーク・デイグノルト     |
| フィラデルフィア・セブンティシクサーズ | ブレット・ブラウン       | ドック・リバース         |
| シーズン中                             |                          |                          |
| アトランタ・ホークス                   | ロイド・ピアース         | ネイト・マクミラン       |
| ミネソタ・ティンバーウルブズ           | ライアン・サンダース     | クリス・フィンチ         |

## ドラフト
ドラフトではアンソニー・エドワーズがミネソタ・ティンバーウルブズから全体1位指名を受けた。他にはジェームズ・ワイズマン(2位)、ラメロ・ボール(3位)、パトリック・ウィリアムズ(4位)、アイザック・オコロ(5位)、オニエカ・オコング(6位)、キリアン・ヘイズ(7位)、オビ・トッピン(8位)、デニ・アヴディア(9位)、ジェイレン・スミス(10位)、デビン・バッセル(11位)、タイリース・ハリバートン(12位)、アーロン・ネスミス(14位)、コール・アンソニー(15位)、アイザイア・スチュワート(16位)、アレクセイ・ポクシェフスキー(17位)、ジョシュ・グリーン(18位)、サディック・ベイ(19位)、プレシャス・アチュワ(20位)、タイリース・マクシー(21位)、ジーク・ナジ(22位)、R・J・ハンプトン(24位)、イマニュエル・クイックリー(25位)、ペイトン・プリチャード(26位)、ジェイデン・マクダニエルズ(28位)、マラカイ・フリン(29位)、デズモンド・ベイン(30位)、テオ・マレドン(34位)、ゼイビア・ティルマン(35位)、トレ・ジョーンズ(41位)、ニック・リチャーズ(42位)、ジョーダン・ヌウォラ(45位)、アイザイア・ジョー(49位)、ケニオン・マーティン・ジュニア(52位)、ポール・リード(58位)、サム・メリル(60位)などが指名を受けた。ドラフト外にはナジ・マーシャル、オメール・ユルトセブンなどの選手がいる。
オールスターにはA・エドワーズ、L・ボール、T・ハリバートン、T・マクシーの4人が選ばれている。

## プレシーズン
2019-20シーズンが夏に終了したため、トレーニングキャンプの開始日を2020年11月10日に延期した。プレシーズンは、2020年12月11日に始まり、12月19日終了。

## レギュラーシーズン
2020年11月17日、NBAはレギュラーシーズンの試合数を72試合と定め、期間を12月22日から5月16日に行うことを発表した。インディアナポリスで開催予定だったNBAオールスターゲームは2024年へ延期となった。
| アトランティック・ディビジョン | 勝 | 負 | 勝率 | 差   | ホーム | ロード | Div  | GP |
| ------------------------------ | -- | -- | ---- | ---- | ------ | ------ | ---- | -- |
| c – フィラデルフィア・76ers    | 49 | 23 | .681 | 0.0  | 29–7   | 20–16  | 10–2 | 72 |
| x – ブルックリン・ネッツ       | 48 | 24 | .667 | 1.0  | 28–8   | 20–16  | 8–4  | 72 |
| x – ニューヨーク・ニックス     | 41 | 31 | .569 | 8.0  | 25–11  | 16–20  | 4–8  | 72 |
| x – ボストン・セルティックス   | 36 | 36 | .500 | 13.0 | 21–15  | 15–21  | 4–8  | 72 |
| トロント・ラプターズ           | 27 | 45 | .375 | 22.0 | 16–20  | 11–25  | 4–8  | 72 |

| セントラル・ディビジョン       | 勝 | 負 | 勝率 | 差   | ホーム | ロード | Div  | GP |
| ------------------------------ | -- | -- | ---- | ---- | ------ | ------ | ---- | -- |
| y – ミルウォーキー・バックス   | 46 | 26 | .639 | 0.0  | 26–10  | 20–16  | 11–1 | 72 |
| インディアナ・ペイサーズ       | 34 | 38 | .472 | 12.0 | 13–23  | 21–15  | 7–5  | 72 |
| シカゴ・ブルズ                 | 31 | 41 | .431 | 15.0 | 15–21  | 16–20  | 7–5  | 72 |
| クリーブランド・キャバリアーズ | 22 | 50 | .306 | 24.0 | 13–23  | 9–27   | 4–8  | 72 |
| デトロイト・ピストンズ         | 20 | 52 | .278 | 26.0 | 13–23  | 7–29   | 1–11 | 72 |

| サウスイースト・ディビジョン | 勝 | 負 | 勝率 | 差   | ホーム | ロード | Div | GP |
| ---------------------------- | -- | -- | ---- | ---- | ------ | ------ | --- | -- |
| y – アトランタ・ホークス     | 41 | 31 | .569 | 0.0  | 25–11  | 16–20  | 9–3 | 72 |
| x – マイアミ・ヒート         | 40 | 32 | .556 | 1.0  | 21–15  | 19–17  | 6–6 | 72 |
| x – ワシントン・ウィザーズ   | 34 | 38 | .472 | 7.0  | 19–17  | 15–21  | 3–9 | 72 |
| シャーロット・ホーネッツ     | 33 | 39 | .458 | 8.0  | 18–18  | 15–21  | 8–4 | 72 |
| オーランド・マジック         | 21 | 51 | .292 | 20.0 | 11–25  | 10–26  | 4–8 | 72 |

| ノースウェスト・ディビジョン           | 勝 | 負 | 勝率 | 差   | ホーム | ロード | Div | GP |
| -------------------------------------- | -- | -- | ---- | ---- | ------ | ------ | --- | -- |
| z – ユタ・ジャズ                       | 52 | 20 | .722 | 0.0  | 31–5   | 21–15  | 7–5 | 72 |
| x – デンバー・ナゲッツ                 | 47 | 25 | .653 | 5.0  | 25–11  | 22–14  | 9–3 | 72 |
| x – ポートランド・トレイルブレイザーズ | 42 | 30 | .583 | 10.0 | 20–16  | 22–14  | 6–6 | 72 |
| ミネソタ・ティンバーウルブズ           | 23 | 49 | .319 | 29.0 | 13–23  | 10–26  | 5–7 | 72 |
| オクラホマシティ・サンダー             | 22 | 50 | .306 | 30.0 | 10–26  | 12–24  | 3–9 | 72 |

| パシフィック・ディビジョン       | 勝 | 負 | 勝率 | 差   | ホーム | ロード | Div | GP |
| -------------------------------- | -- | -- | ---- | ---- | ------ | ------ | --- | -- |
| y – フェニックス・サンズ         | 51 | 21 | .708 | 0.0  | 27–9   | 24–12  | 7–5 | 72 |
| x – ロサンゼルス・クリッパーズ   | 47 | 25 | .653 | 4.0  | 26–10  | 21–15  | 9–3 | 72 |
| x – ロサンゼルス・レイカーズ     | 42 | 30 | .583 | 9.0  | 21–15  | 21–15  | 4–8 | 72 |
| ゴールデンステート・ウォリアーズ | 39 | 33 | .542 | 12.0 | 25–11  | 14–22  | 5–7 | 72 |
| サクラメント・キングス           | 31 | 41 | .431 | 20.0 | 16–20  | 15–21  | 5–7 | 72 |

| サウスウェスト・ディビジョン | 勝 | 負 | 勝率 | 差   | ホーム | ロード | Div | GP |
| ---------------------------- | -- | -- | ---- | ---- | ------ | ------ | --- | -- |
| y – ダラス・マーベリックス   | 42 | 30 | .583 | 0.0  | 21–15  | 21–15  | 7–5 | 72 |
| x – メンフィス・グリズリーズ | 38 | 34 | .528 | 4.0  | 18–18  | 20–16  | 6–6 | 72 |
| サンアントニオ・スパーズ     | 33 | 39 | .458 | 9.0  | 14–22  | 19–17  | 6–6 | 72 |
| ニューオーリンズ・ペリカンズ | 31 | 41 | .431 | 11.0 | 18–18  | 13–23  | 6–6 | 72 |
| ヒューストン・ロケッツ       | 17 | 55 | .236 | 25.0 | 9–27   | 8–28   | 5–7 | 72 |

### カンファレンス
| イースタン・カンファレンス | イースタン・カンファレンス     | イースタン・カンファレンス | イースタン・カンファレンス | イースタン・カンファレンス | イースタン・カンファレンス | イースタン・カンファレンス |
| #                          | チーム                         | 勝                         | 負                         | 勝率                       | 差                         | GP                         |
| -------------------------- | ------------------------------ | -------------------------- | -------------------------- | -------------------------- | -------------------------- | -------------------------- |
| 1                          | c – フィラデルフィア・76ers *  | 49                         | 23                         | .681                       | –                          | 72                         |
| 2                          | x – ブルックリン・ネッツ       | 48                         | 24                         | .667                       | 1.0                        | 72                         |
| 3                          | y – ミルウォーキー・バックス * | 46                         | 26                         | .639                       | 3.0                        | 72                         |
| 4                          | x – ニューヨーク・ニックス     | 41                         | 31                         | .569                       | 8.0                        | 72                         |
| 5                          | y – アトランタ・ホークス *     | 41                         | 31                         | .569                       | 8.0                        | 72                         |
| 6                          | x – マイアミ・ヒート           | 40                         | 32                         | .556                       | 9.0                        | 72                         |
|                            |                                |                            |                            |                            |                            |                            |
| 7                          | x – ボストン・セルティックス   | 36                         | 36                         | .500                       | 13.0                       | 72                         |
| 8                          | x – ワシントン・ウィザーズ     | 34                         | 38                         | .472                       | 15.0                       | 72                         |
| 9                          | インディアナ・ペイサーズ       | 34                         | 38                         | .472                       | 15.0                       | 72                         |
| 10                         | シャーロット・ホーネッツ       | 33                         | 39                         | .458                       | 16.0                       | 72                         |
|                            |                                |                            |                            |                            |                            |                            |
| 11                         | シカゴ・ブルズ                 | 31                         | 41                         | .431                       | 18.0                       | 72                         |
| 12                         | トロント・ラプターズ           | 27                         | 45                         | .375                       | 22.0                       | 72                         |
| 13                         | クリーブランド・キャバリアーズ | 22                         | 50                         | .306                       | 27.0                       | 72                         |
| 14                         | オーランド・マジック           | 21                         | 51                         | .292                       | 28.0                       | 72                         |
| 15                         | デトロイト・ピストンズ         | 20                         | 52                         | .278                       | 29.0                       | 72                         |

| ウェスタン・カンファレンス | ウェスタン・カンファレンス             | ウェスタン・カンファレンス | ウェスタン・カンファレンス | ウェスタン・カンファレンス | ウェスタン・カンファレンス | ウェスタン・カンファレンス |
| #                          | チーム                                 | 勝                         | 負                         | 勝率                       | 差                         | GP                         |
| -------------------------- | -------------------------------------- | -------------------------- | -------------------------- | -------------------------- | -------------------------- | -------------------------- |
| 1                          | z – ユタ・ジャズ *                     | 52                         | 20                         | .722                       | –                          | 72                         |
| 2                          | y – フェニックス・サンズ *             | 51                         | 21                         | .708                       | 1.0                        | 72                         |
| 3                          | x – デンバー・ナゲッツ                 | 47                         | 25                         | .653                       | 5.0                        | 72                         |
| 4                          | x – ロサンゼルス・クリッパーズ         | 47                         | 25                         | .653                       | 5.0                        | 72                         |
| 5                          | y – ダラス・マーベリックス *           | 42                         | 30                         | .583                       | 10.0                       | 72                         |
| 6                          | x – ポートランド・トレイルブレイザーズ | 42                         | 30                         | .583                       | 10.0                       | 72                         |
|                            |                                        |                            |                            |                            |                            |                            |
| 7                          | x – ロサンゼルス・レイカーズ           | 42                         | 30                         | .583                       | 10.0                       | 72                         |
| 8                          | x – メンフィス・グリズリーズ           | 38                         | 34                         | .528                       | 14.0                       | 72                         |
| 9                          | ゴールデンステート・ウォリアーズ       | 39                         | 33                         | .542                       | 13.0                       | 72                         |
| 10                         | サンアントニオ・スパーズ               | 33                         | 39                         | .458                       | 19.0                       | 72                         |
|                            |                                        |                            |                            |                            |                            |                            |
| 11                         | ニューオーリンズ・ペリカンズ           | 31                         | 41                         | .431                       | 21.0                       | 72                         |
| 12                         | サクラメント・キングス                 | 31                         | 41                         | .431                       | 21.0                       | 72                         |
| 13                         | ミネソタ・ティンバーウルブズ           | 23                         | 49                         | .319                       | 29.0                       | 72                         |
| 14                         | オクラホマシティ・サンダー             | 22                         | 50                         | .306                       | 30.0                       | 72                         |
| 15                         | ヒューストン・ロケッツ                 | 17                         | 55                         | .236                       | 35.0                       | 72                         |

ノート
- z – 全体でホームコートアドバンテージ
- c – カンファレンスでホームコートアドバンテージ
- y – ディビジョン優勝
- x – プレーオフ出場確定
- pb – プレイイン・トーナメント出場確定
- o – プレーオフ不出場
- * – ディビジョンリーダー

### COVID-19により延期となった試合
2月1日の時点で合計23試合が延期となった。
- 12月24日: サンダーvsロケッツの試合は少なくとも3人のロケッツの選手が陽性または未確認であり、他の4人の選手はコンタクト・トレーシング後に隔離され、ジェームズ・ハーデンは健康と安全のプロトコルに違反したため参加できなかった[22]。
- 1月11日:ヒートvsセルティックスの試合はヒートの継続的なコンタクト・トレーシングにより、ゲームに必要な最低8人の選手が必要条件に満たなかったため延期[23]。
- 1月12日: ペリカンズvsマーベリックス[24]
- 1月13日: セルティックスvsブルズ[24]
- 1月14日:
  - マジックvsセルティックス - セルティックスはコンタクト・トレーシングにより、ゲームに必要な最低8人の選手が必要条件に満たなかったため延期[25]。
  - ジャズvsウィザーズ - ウィザーズはゲームに必要な最低8人の選手が必要条件に満たなかったため延期[26]。
  - ホークスvsサンズ - サンズはゲームに必要な最低8人の選手が必要条件に満たなかったため延期[27]。
- 1月16日:
  - ウォリアーズvsサンズ -  サンズはゲームに必要な最低8人の選手が必要条件に満たなかったため延期[28]。
  - ウィザーズvsピストンズ - ウィザーズはゲームに必要な最低8人の選手が必要条件に満たなかったため延期[28]。
  - グリズリーズvsウルブズ - ウルブズはゲームに必要な最低8人の選手が必要条件に満たなかったため延期[29]。
- 1月17日: ペイサーズvsサンズ - サンズはゲームに必要な最低8人の選手が必要条件に満たなかったため延期[30]。
- 1月18日:
  - キャバリアーズvsウィザーズ - ウィザーズはゲームに必要な最低8人の選手が必要条件に満たなかったため延期[31]。
  - 76ers vs サンダー - 76ersはゲームに必要な最低8人の選手が必要条件に満たなかったため延期[32]。
- 1月19日: キャバリアーズvsウィザーズ -ウィザーズはゲームに必要な最低8人の選手が必要条件に満たなかったため延期[31]。
- 1月21日:
  - ウィザーズvsホーネッツ - ウィザーズはゲームに必要な最低8人の選手が必要条件に満たなかったため延期[33]。
  - グリズリーズvsブレイザーズ - 健康と安全プロトコルのために延期[34]。
- 1月23日: 
  - ウィザーズvsバックス - ウィザーズはゲームに必要な最低8人の選手が必要条件に満たなかったため延期[35]。
  - グリズリーズvsブレイザーズ - グリズリーズにゲームに必要な最低8人の選手が足りなかったため延期[36]。
- 1月25日:
  - グリズリーズvsキングス - グリズリーズにゲームに必要な最低8人の選手が足りなかったため延期[36]
- 1月26日:
  - グリズリーズvsキングス - グリズリーズにゲームに必要な最低8人の選手が足りなかったため延期[36]
  - スパーズvsペリカンズ - スパーズとペリカンズはゲームに必要な最低8人の選手が足りなかったため延期[37]。
- 1月28日:
  - グリズリーズvsブルズ - グリズリーズにゲームに必要な最低8人の選手が足りなかったため延期[38]。
- 2月2日:
  - ナゲッツvsピストンズ - ピストンズはゲームに必要な最低8人の選手が足りなかったため延期[39]
- 2月7日：ブレイザーズvsホーネッツ - この試合はシーズン後半に移され、当初1月20日に予定されていたウィザーズvsホーネッツの試合がこの日に行われた[40]。
- 2月16日：スパーズvsピストンズ - スパーズは安全衛生プロトコルによりゲームに必要な最低8人の選手が足りなかったため[41]。
- 2月17日：
  - スパーズvsキャバリアーズ - スパーズは安全衛生プロトコルによりゲームに必要な最低8人の選手が足りなかったため[42]。
  - シカゴvsシャーロット - ホーネッツは安全衛生プロトコルによりゲームに必要な最低8人の選手が足りなかったため[42]。
- 2月19日：ピストンズvsホーネッツ - ホーネッツは安全衛生プロトコルによりゲームに必要な最低8人の選手が足りなかったため[42]。
- 2月20日：スパーズvsニックス - スパーズは安全衛生プロトコルによりゲームに必要な最低8人の選手が足りなかったため[42]。
- 2月22日：スパーズvsペイサーズ - スパーズは安全衛生プロトコルによりゲームに必要な最低8人の選手が足りなかったため[42]。
- 2月28日：ブルズvsラプターズ - ラプターズの選手にCOVID-19の検査結果で陽性反応がでたため[43]。

### 他の理由で延期となった試合
- 2月17日：デトロイトvsマーベリックス - テキサス州の悪天候による政府の要請のため延期となった[44]。
- 2月19日：マーベリックスvsロケッツ - テキサス州の悪天候による政府の要請のため延期となった[45]。
- 2月20日：ペイサーズvsロケッツ - テキサス州の悪天候による政府の要請のため延期となった[46]。
- 4月12日：ウルブズvsネッツ - ミネソタ州ブルックリン・センターの近くで起きたダンテ・ライト射殺事件により延期となった[47]。

## オールスターブレイク

### オールスターゲーム
2021年のNBAオールスターゲームは新型コロナウイルスの感染拡大の防止のため中止となっていたが、2月5日にNBAとNBPAが3月8日にジョージア州アトランタでオールスターゲームを開催することを発表した。

### 試合結果
| 2021年3月7日 8:00 pm ET |

|  |

| チーム・レブロン 170, チーム・デュラント 150                       |  |                                                                                     |
| クォーター・スコア: 40-39, 60-41, 46-45, 24-25                     |  |                                                                                     |
| Pts: ヤニス・アデトクンボ 35 Rebs: 3選手 7 Asts: クリス・ポール 16 |  | Pts: ブラッドリー・ビール 26 Rebs: カワイ・レナード 9 Asts: カイリー・アービング 12 |

## プレイイン・トーナメント
プレイイン・トーナメントは5月18日から5月21日にかけて行われ、各カンファレンスで7番目から10番目に高い勝率を記録した4チームずつが参加。最初に、7番目に勝率が高いチームと8番目のチームによる試合（セブン・エイト・ゲーム）と、9番目のチームと10番目のチームによる試合（ナイン・テン・ゲーム）がそれぞれ行われる。セブン・エイト・ゲームの勝者は、その時点でプレイオフ第7シードを獲得し、敗者はナイン・テン・ゲームの勝者と第8シードを懸けて対戦する。なお、ナイン・テン・ゲームの敗者はその時点で敗退となる。

### イースタン・カンファレンス
|  | プレイイン | プレイイン | プレイイン |     |  | 第8シード決定戦 | 第8シード決定戦 | 第8シード決定戦 |  |    | プレーオフ出場決定 | プレーオフ出場決定 | プレーオフ出場決定 |
|  |            |            |            |     |  |                 |                 |                 |  |    |                    |                    |                    |
|  | 7          | BOS        | 118        |     |  |                 |                 |                 |  |    |                    |                    |                    |
|  | 8          | WAS        | 100        |     |  |                 |                 |                 |  |    | W1                 | BOS                | 第7シード          |
|  |            |            |            |     |  | L1              | WAS             | 142             |  | W3 | WAS                | 第8シード          |                    |
|  |            | W2         | IND        | 115 |  |                 |                 |                 |  |    |                    |                    |                    |
|  | 9          | IND        | 144        |     |  |                 |                 |                 |  |    |                    |                    |                    |
|  | 10         | CHA        | 117        |     |  |                 |                 |                 |  |    |                    |                    |                    |

### ウェスタン・カンファレンス
|  | プレイイン | プレイイン | プレイイン |     |  | 第8シード決定戦 | 第8シード決定戦 | 第8シード決定戦 |  |    | プレーオフ出場決定 | プレーオフ出場決定 | プレーオフ出場決定 |
|  |            |            |            |     |  |                 |                 |                 |  |    |                    |                    |                    |
|  | 7          | LAL        | 103        |     |  |                 |                 |                 |  |    |                    |                    |                    |
|  | 8          | GSW        | 100        |     |  |                 |                 |                 |  |    | W1                 | LAL                | 第7シード          |
|  |            |            |            |     |  | L1              | GSW             | 112             |  | W3 | MEM                | 第8シード          |                    |
|  |            | W2         | MEM        | 117 |  |                 |                 |                 |  |    |                    |                    |                    |
|  | 9          | MEM        | 100        |     |  |                 |                 |                 |  |    |                    |                    |                    |
|  | 10         | SAS        | 96         |     |  |                 |                 |                 |  |    |                    |                    |                    |

## プレーオフ
プレーオフは、2021年5月22日に開始された。
|  | ファースト ラウンド        | ファースト ラウンド | ファースト ラウンド |   |       | カンファレンス セミファイナル | カンファレンス セミファイナル | カンファレンス セミファイナル |  |   | カンファレンス ファイナル | カンファレンス ファイナル | カンファレンス ファイナル |  |   | NBAファイナル | NBAファイナル | NBAファイナル |
|  |                            |                     |                     |   |       |                               |                               |                               |  |   |                           |                           |                           |  |   |               |               |               |
|  | 1                          | PHI *               | 4                   |   |       |                               |                               |                               |  |   |                           |                           |                           |  |   |               |               |               |
|  | 8                          | WAS                 | 1                   |   |       |                               |                               |                               |  |   |                           |                           |                           |  |   |               |               |               |
|  | 8                          | WAS                 | 1                   |   | 1     | PHI *                         | 3                             |                               |  |   |                           |                           |                           |  |   |               |               |               |
|  |                            |                     |                     |   | 1     | PHI *                         | 3                             |                               |  |   |                           |                           |                           |  |   |               |               |               |
|  |                            | 5                   | ATL *               | 4 |       |                               |                               |                               |  |   |                           |                           |                           |  |   |               |               |               |
|  | 4                          | 5                   | ATL *               | 4 | NYK   | 1                             |                               |                               |  |   |                           |                           |                           |  |   |               |               |               |
|  | 4                          |                     |                     |   | NYK   | 1                             |                               |                               |  |   |                           |                           |                           |  |   |               |               |               |
|  | 5                          | ATL *               | 4                   |   |       |                               |                               |                               |  |   |                           |                           |                           |  |   |               |               |               |
|  | 5                          | ATL *               | 4                   |   |       |                               |                               |                               |  | 5 | ATL *                     | 2                         |                           |  |   |               |               |               |
|  | イースタン・カンファレンス |                     |                     |   |       |                               |                               |                               |  | 5 | ATL *                     | 2                         |                           |  |   |               |               |               |
|  |                            | 3                   | MIL *               | 4 |       |                               |                               |                               |  |   |                           |                           |                           |  |   |               |               |               |
|  | 2                          | 3                   | MIL *               | 4 | BKN   | 4                             |                               |                               |  |   |                           |                           |                           |  |   |               |               |               |
|  | 2                          |                     |                     |   | BKN   | 4                             |                               |                               |  |   |                           |                           |                           |  |   |               |               |               |
|  | 7                          | BOS                 | 1                   |   |       |                               |                               |                               |  |   |                           |                           |                           |  |   |               |               |               |
|  | 7                          | BOS                 | 1                   |   | 2     | BKN                           | 3                             |                               |  |   |                           |                           |                           |  |   |               |               |               |
|  |                            |                     |                     |   | 2     | BKN                           | 3                             |                               |  |   |                           |                           |                           |  |   |               |               |               |
|  |                            | 3                   | MIL *               | 4 |       |                               |                               |                               |  |   |                           |                           |                           |  |   |               |               |               |
|  | 3                          | 3                   | MIL *               | 4 | MIL * | 4                             |                               |                               |  |   |                           |                           |                           |  |   |               |               |               |
|  | 3                          |                     |                     |   | MIL * | 4                             |                               |                               |  |   |                           |                           |                           |  |   |               |               |               |
|  | 6                          | MIA                 | 0                   |   |       |                               |                               |                               |  |   |                           |                           |                           |  |   |               |               |               |
|  | 6                          | MIA                 | 0                   |   |       |                               |                               |                               |  |   |                           |                           |                           |  | 3 | MIL *         | 4             |               |
|  |                            |                     |                     |   |       |                               |                               |                               |  |   |                           |                           |                           |  | 3 | MIL *         | 4             |               |
|  |                            | 2                   | PHO *               | 2 |       |                               |                               |                               |  |   |                           |                           |                           |  |   |               |               |               |
|  | 1                          | 2                   | PHO *               | 2 | UTA * | 4                             |                               |                               |  |   |                           |                           |                           |  |   |               |               |               |
|  | 1                          |                     |                     |   | UTA * | 4                             |                               |                               |  |   |                           |                           |                           |  |   |               |               |               |
|  | 8                          | MEM                 | 1                   |   |       |                               |                               |                               |  |   |                           |                           |                           |  |   |               |               |               |
|  | 8                          | MEM                 | 1                   |   | 1     | UTA *                         | 2                             |                               |  |   |                           |                           |                           |  |   |               |               |               |
|  |                            |                     |                     |   | 1     | UTA *                         | 2                             |                               |  |   |                           |                           |                           |  |   |               |               |               |
|  |                            | 4                   | LAC                 | 4 |       |                               |                               |                               |  |   |                           |                           |                           |  |   |               |               |               |
|  | 4                          | 4                   | LAC                 | 4 | LAC   | 4                             |                               |                               |  |   |                           |                           |                           |  |   |               |               |               |
|  | 4                          |                     |                     |   | LAC   | 4                             |                               |                               |  |   |                           |                           |                           |  |   |               |               |               |
|  | 5                          | DAL *               | 3                   |   |       |                               |                               |                               |  |   |                           |                           |                           |  |   |               |               |               |
|  | 5                          | DAL *               | 3                   |   |       |                               |                               |                               |  | 4 | LAC                       | 2                         |                           |  |   |               |               |               |
|  | ウェスタン・カンファレンス |                     |                     |   |       |                               |                               |                               |  | 4 | LAC                       | 2                         |                           |  |   |               |               |               |
|  |                            | 2                   | PHO *               | 4 |       |                               |                               |                               |  |   |                           |                           |                           |  |   |               |               |               |
|  | 2                          | 2                   | PHO *               | 4 | PHO * | 4                             |                               |                               |  |   |                           |                           |                           |  |   |               |               |               |
|  | 2                          |                     |                     |   | PHO * | 4                             |                               |                               |  |   |                           |                           |                           |  |   |               |               |               |
|  | 7                          | LAL                 | 2                   |   |       |                               |                               |                               |  |   |                           |                           |                           |  |   |               |               |               |
|  | 7                          | LAL                 | 2                   |   | 2     | PHO *                         | 4                             |                               |  |   |                           |                           |                           |  |   |               |               |               |
|  |                            |                     |                     |   | 2     | PHO *                         | 4                             |                               |  |   |                           |                           |                           |  |   |               |               |               |
|  |                            | 3                   | DEN                 | 0 |       |                               |                               |                               |  |   |                           |                           |                           |  |   |               |               |               |
|  | 3                          | 3                   | DEN                 | 0 | DEN   | 4                             |                               |                               |  |   |                           |                           |                           |  |   |               |               |               |
|  | 3                          |                     |                     |   | DEN   | 4                             |                               |                               |  |   |                           |                           |                           |  |   |               |               |               |
|  | 6                          | POR                 | 2                   |   |       |                               |                               |                               |  |   |                           |                           |                           |  |   |               |               |               |

*ディビジョン優勝

太字 シリーズ勝利

 ホームコート・アドバンテージ

## スタッツリーダー
NBA.com より

### 個人スタッツリーダー
| 項目             | 選手                         | チーム                           | 記録  |
| ---------------- | ---------------------------- | -------------------------------- | ----- |
| PPG              | ステフィン・カリー           | ゴールデンステート・ウォリアーズ | 32.0  |
| RPG              | クリント・カペラ             | アトランタ・ホークス             | 14.3  |
| APG              | ラッセル・ウェストブルック   | ワシントン・ウィザーズ           | 11.7  |
| SPG              | ジミー・バトラー             | マイアミ・ヒート                 | 2.1   |
| BPG              | マイルズ・ターナー           | インディアナ・ペイサーズ         | 3.4   |
| TPG              | ラッセル・ウェストブルック   | ワシントン・ウィザーズ           | 4.8   |
| FPG              | カール＝アンソニー・タウンズ | ミネソタ・ティンバーウルブズ     | 3.7   |
| MPG              | ジュリアス・ランドル         | ニューヨーク・ニックス           | 37.6  |
| FG%              | ルディ・ゴベア               | ユタ・ジャズ                     | 67.5% |
| FT%              | クリス・ポール               | フェニックス・サンズ             | 93.4% |
| 3FG%             | ジョー・ハリス               | ブルックリン・ネッツ             | 47.5% |
| EPG              | ニコラ・ヨキッチ             | デンバー・ナゲッツ               | 35.9  |
| ダブル・ダブル   | ニコラ・ヨキッチ             | デンバー・ナゲッツ               | 60    |
| トリプル・ダブル | ラッセル・ウェストブルック   | ワシントン・ウィザーズ           | 38    |

| #   | 得点                      | 得点 | リバウンド                  | リバウンド | アシスト                    | アシスト | スティール                    | スティール |
| #   | 選手名                    | avg  | 選手名                      | avg        | 選手名                      | avg      | 選手名                        | avg        |
| --- | ------------------------- | ---- | --------------------------- | ---------- | --------------------------- | -------- | ----------------------------- | ---------- |
| 2位 | ブラッドリー・ビール(WAS) | 31.3 | ルディ・ゴベール(UTA)       | 13.5       | トレイ・ヤング(ATL)         | 9.4      | T・J・マコーネル(IND)         | 1.9        |
| 3位 | デイミアン・リラード(POR) | 28.8 | ヨナス・バランチュナス(MEM) | 12.5       | ドレイモンド・グリーン(GSW) | 8.9      | フレッド・ヴァンブリート(TOR) | 1.7        |

| #   | ブロックショット        | ブロックショット | FG成功率                  | FG成功率 | 3P成功率                | 3P成功率 | FT成功率                  | FT成功率 |
| #   | 選手名                  | avg              | 選手名                    | %        | 選手名                  | %        | 選手名                    | %        |
| --- | ----------------------- | ---------------- | ------------------------- | -------- | ----------------------- | -------- | ------------------------- | -------- |
| 2位 | ルディ・ゴベール(UTA)   | 2.7              | リショーン・ホームズ(SAC) | 63.7     | マーカス・モリス(NYK)   | 47.3     | デイミアン・リラード(POR) | 92.8     |
| 3位 | ナーレンズ・ノエル(NYK) | 2.2              | ロビン・ロペス(WAS)       | 63.3     | ブリン・フォーブス(MIL) | 45.2     | ダニーロ・ガリナリ(ATL)   | 92.5     |

### ゲームハイ
| カテゴリ             | 選手                       | チーム                             | 記録 |
| -------------------- | -------------------------- | ---------------------------------- | ---- |
| 得点                 | ステフィン・カリー         | ゴールデンステート・ウォリアーズ   | 62   |
| リバウンド           | エネス・カンター           | ポートランド・トレイルブレイザーズ | 30   |
| アシスト             | ラッセル・ウェストブルック | ワシントン・ウィザーズ             | 24   |
| スティール           | T・J・マコーネル           | インディアナ・ペイサーズ           | 10   |
| ブロック             | クリント・カペラ           | アトランタ・ホークス               | 10   |
| スリーポイント成功数 | ステフィン・カリー         | ゴールデンステート・ウォリアーズ   | 11   |
| スリーポイント成功数 | フレッド・ヴァンブリート   | トロント・ラプターズ               | 11   |

### チームスタッツリーダー
| カテゴリ | チーム                           | 記録  |
| -------- | -------------------------------- | ----- |
| PPG      | ミルウォーキー・バックス         | 120.1 |
| RPG      | ミルウォーキー・バックス         | 48.3  |
| APG      | ゴールデンステート・ウォリアーズ | 27.7  |
| SPG      | メンフィス・グリズリーズ         | 9.1   |
| BPG      | インディアナ・ペイサーズ         | 6.4   |
| TPG      | オクラホマシティ・サンダー       | 16.1  |
| FPG      | ワシントン・ウィザーズ           | 21.6  |
| FG%      | ブルックリン・ネッツ             | 49.4% |
| FT%      | ロサンゼルス・クリッパーズ       | 83.9% |
| 3FG%     | ロサンゼルス・クリッパーズ       | 41.1% |
| +/−      | ユタ・ジャズ                     | +9.3  |

## 各賞

### 年間アワード
| 賞                                                    | 受賞者(チーム)                  | ファイナリスト |
| MVP                                                   | ニコラ・ヨキッチ( DEN )         | ステフィン・カリー (GSW) ジョエル・エンビード (PHI)                                                                        |
| 新人王                                                | ラメロ・ボール( CHA )           | アンソニー・エドワーズ (MIN) タイリース・ハリバートン (SAC)                                                                |
| 最優秀守備選手賞                                      | ルディ・ゴベア ( UTA )          | ドレイモンド・グリーン (GSW) ベン・シモンズ (PHI)                                                                          |
| シックスマン賞                                        | ジョーダン・クラークソン( UTA ) | ジョー・イングルス (UTA) デリック・ローズ (NYK)                                                                            |
| MIP                                                   | ジュリアス・ランドル( NYK )     | ジェラミ・グラント (DET) マイケル・ポーター・ジュニア (DEN)                                                                |
| 最優秀コーチ賞                                        | トム・シボドー( NYK )           | クイン・スナイダー (UTA) モンティ・ウィリアムズ (PHX)                                                                      |
| 最優秀役員賞                                          | ジェームズ・ジョーンズ ()       | デニス・リンジー (UTA) ショーン・マークス (BKN)                                                                            |
| NBAスポーツマンシップ賞                               | ドリュー・ホリデー ( MIL )      | バム・アデバヨ (MIA) ハリソン・バーンズ (SAC) ジョシュ・オコーギー (MIN) ケンバ・ウォーカー (BOS) デリック・ホワイト (SAS) |
| J・ウォルター・ケネディ市民賞                         | ---                             | --- |
| NBAチームメイト・ オブ・ザ・イヤー賞                  | デイミアン・リラード ( POR )    | ユドニス・ハスレム (MIA) クリス・ポール (PHX)                                                                              |
| コミュニティ・アシスト賞                              | デビン・ブッカー ()             | --- |
| カリーム・アブドゥル＝ジャバー 社会正義チャンピオン賞 | カーメロ・アンソニー ( POR )    | ハリソン・バーンズ (SAC) トバイアス・ハリス (PHI) ドリュー・ホリデー (MIL) ホワン・トスカーノ＝アンダーソン (GSW)          |
| ----------------------------------------------------- | ------------------------------- | --- |

| - オールNBAファーストチーム: - F ヤニス・アデトクンボ, Milwaukee Bucks - F カワイ・レナード, Los Angeles Clippers - C ニコラ・ヨキッチ, Denver Nuggets - G ステフィン・カリー, Golden State Warriors - G ルカ・ドンチッチ, Dallas Mavericks | - オールNBAセカンドチーム: - F ジュリアス・ランドル, New York Knicks - F レブロン・ジェームズ, Los Angeles Lakers - C ジョエル・エンビード, Philadelphia 76ers - G デイミアン・リラード, Portland Trail Blazers - G クリス・ポール, Phoenix Suns | - オールNBAサードチーム: - F ジミー・バトラー, Miami Heat - F ポール・ジョージ, Los Angeles Clippers - C ルディ・ゴベア, Utah Jazz - G ブラッドリー・ビール, Washington Wizards - G カイリー・アービング, Brooklyn Nets |

| - NBAオールディフェンシブファーストチーム: - F ドレイモンド・グリーン, Golden State Warriors - F ヤニス・アデトクンボ, Milwaukee Bucks - C ルディ・ゴベア, Utah Jazz - G ベン・シモンズ, Philadelphia 76ers - G ドリュー・ホリデー, Milwaukee Bucks | - NBAオールディフェンシブセカンドチーム: - F バム・アデバヨ, Miami Heat - F カワイ・レナード, Los Angeles Clippers - C ジョエル・エンビード, Philadelphia 76ers - G ジミー・バトラー, Miami Heat - G マティス・サイブル, Philadelphia 76ers |

| - NBAオールルーキーファーストチーム: - ラメロ・ボール, Charlotte Hornets - アンソニー・エドワーズ, Minnesota Timberwolves - タイリース・ハリバートン, Sacramento Kings - サディック・ベイ, Detroit Pistons - ジェイショーン・テイト, Houston Rockets | - NBAオールルーキーセカンドチーム: - イマニュエル・クイックリー, New York Knicks - デズモンド・ベイン, Memphis Grizzlies - アイザイア・スチュワート, Detroit Pistons - アイザック・オコロ, Cleveland Cavaliers - パトリック・ウィリアムズ, Chicago Bulls |

### 週間MVP
| 週間                      | イースタン・カンファレンス                                | ウェスタン・カンファレンス                                      | 参照   |
| ------------------------- | --------------------------------------------------------- | --------------------------------------------------------------- | ------ |
| 12月22日(火) – 27日(日)   | ドマンタス・サボニス (インディアナ・ペイサーズ) (1/1)     | ブランドン・イングラム (ニューオーリンズ・ペリカンズ) (1/1)     | [ 65 ] |
| 12月28日(月) – 1月3日(日) | トバイアス・ハリス (フィラデルフィア・76ers) (1/1)        | ステフィン・カリー (ゴールデンステート・ウォリアーズ) (1/2)     | [ 66 ] |
| 1月4日(月) – 10日(日)     | ジェイソン・テイタム (ボストン・セルティックス) (1/3)     | ルカ・ドンチッチ (ダラス・マーベリックス) (1/3)                 | [ 67 ] |
| 1月11日 – 17日            | ケビン・デュラント (ブルックリン・ネッツ) (1/1)           | デイミアン・リラード (ポートランド・トレイルブレイザーズ) (1/3) | [ 68 ] |
| 1月18日 – 24日            | ジョエル・エンビード (フィラデルフィア・76ers) (1/1)      | ニコラ・ヨキッチ (デンバー・ナゲッツ) (1/3)                     | [ 69 ] |
| 1月25日 – 31日            | ジェームズ・ハーデン (ブルックリン・ネッツ) (1/2)         | ニコラ・ヨキッチ (デンバー・ナゲッツ) (2/3)                     | [ 70 ] |
| 2月1日 – 7日              | ヤニス・アデトクンボ (ミルウォーキー・バックス) (1/3)     | デアーロン・フォックス (サクラメント・キングス) (1/2)           | [ 71 ] |
| 2月8日–14日               | サディック・ベイ (デトロイト・ピストンズ) (1/1)           | デビン・ブッカー (フェニックス・サンズ) (1/3)                   | [ 72 ] |
| 2月15日–21日              | ジェームズ・ハーデン (ブルックリン・ネッツ) (2/2)         | デイミアン・リラード (ポートランド・トレイルブレイザーズ) (2/3) | [ 73 ] |
| 2月22日–28日              | ヤニス・アデトクンボ (ミルウォーキー・バックス) (2/3)     | デビン・ブッカー (フェニックス・サンズ) (2/3)                   | [ 74 ] |
| 3月15日–21日              | ヤニス・アデトクンボ (ミルウォーキー・バックス) (3/3)     | ニコラ・ヨキッチ (デンバー・ナゲッツ) (3/3)                     | [ 75 ] |
| 3月22日–28日              | テリー・ロジアー (シャーロット・ホーネッツ) (1/1)         | デアーロン・フォックス (サクラメント・キングス) (2/2)           | [ 76 ] |
| 3月29日 – 4月4日          | ドリュー・ホリデー (ミルウォーキー・バックス) (1/1)       | ルカ・ドンチッチ (ダラス・マーべリックス) (2/3)                 | [ 77 ] |
| 4月5日–11日               | ジェイソン・テイタム (ボストン・セルティックス) (2/3)     | ポール・ジョージ (ロサンゼルス・クリッパーズ) (1/1)             | [ 78 ] |
| 4月12日–18日              | ジュリアス・ランドル (ニューヨーク・ニックス) (1/1)       | ステフィン・カリー (ゴールデンステート・ウォリアーズ) (2/2)     | [ 79 ] |
| 4月19日–25日              | ブラッドリー・ビール (ワシントン・ウィザーズ) (1/1)       | ルカ・ドンチッチ (ダラス・マーべリックス) (3/3)                 | [ 80 ] |
| 4月26日 – 5月2日          | ジェイソン・テイタム (ボストン・セルティックス) (3/3)     | デビン・ブッカー (フェニックス・サンズ) (3/3)                   | [ 81 ] |
| 5月3日–9日                | ラッセル・ウェストブルック (ワシントン・ウィザーズ) (1/1) | ボヤン・ボグダノヴィッチ (ユタ・ジャズ) (1/1)                   | [ 82 ] |
| 5月10日–16日              | トレイ・ヤング (アトランタ・ホークス) (1/1)               | デイミアン・リラード (ポートランド・トレイルブレイザーズ) (3/3) | [ 83 ] |

### 月間最優秀選手
| 月       | イースタン・カンファレンス                                | ウェスタン・カンファレンス                                  | 参照   |
| -------- | --------------------------------------------------------- | ----------------------------------------------------------- | ------ |
| 12月/1月 | ジョエル・エンビード (フィラデルフィア・76ers) (1/1)      | ニコラ・ヨキッチ (デンバー・ナゲッツ) (1/2)                 | [ 84 ] |
| 2月      | ジェームズ・ハーデン (ブルックリン・ネッツ) (1/2)         | デビン・ブッカー (フェニックス・サンズ) (1/1)               | [ 85 ] |
| 3月      | ジェームズ・ハーデン (ブルックリン・ネッツ) (2/2)         | ニコラ・ヨキッチ (デンバー・ナゲッツ) (2/2)                 | [ 86 ] |
| 4月      | ジュリアス・ランドル (ニューヨーク・ニックス) (1/1)       | ステフィン・カリー (ゴールデンステート・ウォリアーズ) (1/2) | [ 87 ] |
| 5月      | ラッセル・ウェストブルック (ワシントン・ウィザーズ) (1/1) | ステフィン・カリー (ゴールデンステート・ウォリアーズ) (2/2) | [ 88 ] |

### 月間最優秀新人選手
| 月       | イースタン・カンファレンス                      | ウェスタン・カンファレンス                                  | 参照   |
| -------- | ----------------------------------------------- | ----------------------------------------------------------- | ------ |
| 12月/1月 | ラメロ・ボール (シャーロット・ホーネッツ) (1/3) | タイリース・ハリバートン (サクラメント・キングス) (1/2)     | [ 89 ] |
| 2月      | ラメロ・ボール (シャーロット・ホーネッツ) (2/3) | タイリース・ハリバートン (サクラメント・キングス) (2/2)     | [ 90 ] |
| 3月      | ラメロ・ボール (シャーロット・ホーネッツ) (3/3) | アンソニー・エドワーズ (ミネソタ・ティンバーウルブズ) (1/3) | [ 91 ] |
| 4月      | マラカイ・フリン (トロント・ラプターズ) (1/1)   | アンソニー・エドワーズ (ミネソタ・ティンバーウルブズ) (2/3) | [ 92 ] |
| 5月      | R・J・ハンプトン (オーランド・マジック) (1/1)   | アンソニー・エドワーズ (ミネソタ・ティンバーウルブズ) (3/3) | [ 88 ] |

### 月間最優秀コーチ賞
| 月       | イースタン・カンファレンス                          | ウェスタン・カンファレンス                                  | 参照   |
| -------- | --------------------------------------------------- | ----------------------------------------------------------- | ------ |
| 12月/1月 | ドック・リバース (フィラデルフィア・76ers) (1/1)    | クイン・スナイダー (ユタ・ジャズ) (1/2)                     | [ 93 ] |
| 2月      | スティーブ・ナッシュ (ブルックリン・ネッツ) (1/1)   | クイン・スナイダー (ユタ・ジャズ) (2/2)                     | [ 94 ] |
| 3月      | ネイト・マクミラン (アトランタ・ホークス) (1/1)     | モンティ・ウィリアムズ (フェニックス・サンズ) (1/1)         | [ 95 ] |
| 4月      | スコット・ブルックス (ワシントン・ウィザーズ) (1/1) | マイケル・マローン (デンバー・ナゲッツ) (1/1)               | [ 96 ] |
| 5月      | トム・シボドー (ニューヨーク・ニックス) (1/1)       | テリー・ストッツ (ポートランド・トレイルブレイザーズ) (1/1) | [ 88 ] |

## ユニフォーム
2020年7月21日、NBAは「ステートメント・エディション」のユニフォームのロゴをナイキからエア・ジョーダンのレーベルに切り替えることを発表した。

## アリーナ
- デンバー・ナゲッツのホームアリーナであったペプシ・センターとは、2020年10月22日にボール・アリーナに名称を変更した[98]。
- フェニックス・サンズのホームアリーナである旧USエアウェイズ・センターは、2020年11月6日に契約が失効され、その後はフェニックス・サンズ・アリーナの名称が使用されている[99]。

### トロント・ラプターズのタンパへの一時的な移転
トロント・ラプターズとNBAはカナダ政府との話し合いを続けてきたが、特例措置が認められず、アメリカからの入国が認められるまでは、ラプターズはアメリカ国内に仮の拠点を移すことになった。
テネシー州ナッシュビルやミズーリ州カンザスなどいくつかの候補地 の中からラプターズはフロリダ州タンパにあるアマリー・アリーナに決定した。

### COVID-19による観客者の制限
シーズン開始からホームゲームの全試合で観客を受け入れているアリーナは7チームのみとなっている 。
| チーム         | ホームゲームで観客席を入ることが許可されているチーム | 制限事項 | ソース                                  |
| -------------- | ---------------------------------------------------- | --- | --------------------------------------- |
| ホークス       | 数試合                                               | 最初の5つのホームゲームは選手の家族と友人のみと対象だったが、2021年1月18日以降はアリーナの上限10％となった。 | [ 102 ]                                 |
| セルティックス | 数試合                                               | 3月20日から12％を上限とした。 | [ 103 ]                                 |
| ネッツ         | 数試合                                               | 2月23日から10％を上限とし、過去72時間以内のPCR検査で陰性の人のみ。 | [ 104 ] [ 105 ] [ 106 ]                 |
| ホーネッツ     | 数試合                                               | 3月13日以降、定員は15％（約3,000人）に制限。 |                                         |
| キャバリアーズ | 全試合                                               | 上限は10％（約2,000人）。2021年2月4日、オハイオ州は14％への引き上げを許可した。 | [ 102 ] [ 107 ]                         |
| マーベリックス | 数試合                                               | 2月8日から7％のキャパシティ（約1,500人）を上限とする。 | [ 102 ] [ 108 ]                         |
| ナゲッツ       | 数試合                                               | 4月4日から22％（約4,050人）を上限。 | [ 102 ] [ 109 ]                         |
| ピストンズ     | 数試合                                               | 3月17日から750人の観客を上限とする。 | [ 102 ]                                 |
| ウォリアーズ   | 数試合                                               | 4月15日から全体の10％または35％に制限。 | [ 110 ] [ 111 ]                         |
| ロケッツ       | 全試合                                               | 4,500人を上限とする。 | [ 102 ]                                 |
| ペイサーズ     | 全試合                                               | 1,000人を上限とする。 | [ 102 ]                                 |
| クリッパーズ   | 数試合                                               | 4月2日にクリッパーズとレイカーズは4月18日のホームゲームに観客を迎える予定であると発表した。チームはワクチンを接種もしくはPCR検査で陰性を示すものを提示するのを条件として、アリーナ全体の10％または35％に制限した。 | [ 111 ] [ 112 ] [ 113 ]                 |
| レイカーズ     | 数試合                                               | 4月2日にクリッパーズとレイカーズは4月18日のホームゲームに観客を迎える予定であると発表した。チームはワクチンを接種もしくはPCR検査で陰性を示すものを提示するのを条件として、アリーナ全体の10％または35％に制限した。 | [ 111 ] [ 112 ] [ 113 ]                 |
| グリズリーズ   | 数試合                                               | コートサイドのみ | [ 102 ]                                 |
| ヒート         | 全試合                                               | 当初は2,000人を上限としたが2021年2月のオールスターブレイク前の最後の4つのホームゲームの制限が3,000人に増加し、その後4,000人に増加した。 2021年3月、チームはワクチン接種をした観客をソーシャルディスタンスを保ちながら、コートに近い席を開き始めると発表した（コートに近い観客も、PCRテストで陰性でなければならない）。しかし大統領が「免疫パスポート」を要求することを禁止する命令を出した後、ヒートは観客の受け入れを以前のに戻した。 | [ 102 ] [ 114 ] [ 115 ] [ 116 ] [ 117 ] |
| バックス       | 数試合                                               | 2月中旬に段階的に観客を受け入れ始め、上限を10％（1,800人）まで拡大した。 | [ 102 ] [ 118 ]                         |
| ペリカンズ     | 全試合                                               | 750人の観客を上限とした。 | [ 102 ]                                 |
| ニックス       | 数試合                                               | 2月23日から10％（約2,000人）を上限とした。過去72時間以内にPCRテストで陰性または試合観戦する前の14日以内にワクチン接種をしたもののみ。 | [ 104 ] [ 119 ]                         |
| マジック       | 全試合                                               | 4,000人の観客を上限とする。 | [ 102 ]                                 |
| 76ers          | 数試合                                               | 3月14日から3,100人の観客を上限とする。 | [ 120 ] [ 121 ]                         |
| サンズ         | 数試合                                               | 2月7日から1,500人の観客を上限としており、2月10日から2月16日は上限を3,000人に拡大すると発表した。 | [ 102 ] [ 123 ]                         |
| キングス       | 数試合                                               | 4月15日以降、全体の20％を上限として許可され、観客者は最近のPCR検査で陰性反応を示したの書類、またはワクチン接種した証明をする必要がある。 | [ 113 ] [ 124 ]                         |
| スパーズ       | 数試合                                               | 3月1日に、3月12日からのホームゲームは3,200人の上限とする観客の受け入れを開始すると発表した。 | [ 125 ] [ 126 ] [ 127 ] [ 128 ]         |
| ラプターズ     | 数試合                                               | 2021年3月4日に3月13日から3,800人の観客を上限としてアリーナを再開すると発表した。 | [ 102 ] [ 129 ] [ 130 ]                 |
| ジャズ         | 全試合                                               | 2020年11月、チームは1,500人の観客を受け入れる計画を発表した。2021年2月、チームは観客をアリーナ上部に入れることで、収容人数を3,902人に増やすことを発表した。 | [ 102 ] [ 131 ] [ 132 ]                 |

## 主な出来事
- 2020年11月16日 - オクラホマシティ・サンダーのクリス・ポール、アブデル・ネイダーと、フェニックス・サンズのケリー・ウーブレ・ジュニア、リッキー・ルビオ、タイ・ジェローム、ジェイレン・レキュー（英語版）、2022年のNBAドラフト1巡目指名権のトレードが成立[133]。
- 2020年12月22日 - ミルウォーキー・バックスがFAとの交渉タイミングに関する規定を犯したとして、2022年のNBAドラフト2巡目指名権を剥奪の処分を科された[134]。
- 2020年12月26日、ワシントン・ウィザーズのラッセル・ウェストブルックはシーズン開幕から最初2試合連続でトリプル・ダブルを記録し、史上4人目の選手となった[135]。12月29日には3試合連続で達成し、3試合連続ではオスカー・ロバートソンに次ぐ、二人目の選手となった[136]。
- 2020年12月27日のダラス・マーベリックス対ロサンゼルス・クリッパーズ戦にて、ハーフタイム終了時点で50得点差（77-27）開いており、ハーフタイム終了時点で50得点差という記録はNBA史上最多となった[137]。
- 2020年12月27日、ゴールデンステート・ウォリアーズのステフィン・カリーは、キャリア通算3ポイントシュート成功数が2,500本に到達した史上3人目の選手となった[138]。
- 2020年12月29日、ミルウォーキー・バックス対マイアミ・ヒート戦にてバックスは、1試合における3ポイントシュートを29本成功させ、2019年4月7日にヒューストン・ロケッツが記録した27本の記録を破り、新記録を樹立した[139]。
- 2020年12月30日、ロサンゼルス・レイカーズのレブロン・ジェームズは、レギュラーシーズンゲームおける10得点以上を1,000試合連続で達成したNBA史上初の選手となった[140]。
- 2021年1月13日 - ブルックリン・ネッツは4球団間でのトレードによりヒューストン・ロケッツからジェームズ・ハーデンを獲得。ネッツは見返りに4選手とドラフト1巡目指名権の3枠とドラフト交換権の4枠を手放した[141]。
- 2021年2月18日 - ロサンゼルス・レイカーズのレブロン・ジェームズがブルックリン・ネッツ戦で史上3人目となる通算3万5000得点を達成[142]。
- 2021年2月25日 - ミネソタ・ティンバーウルブズのマリック・ビーズリーは前年9月の脅迫罪を認めたことにより12試合の出場停止処分を科された[143]。
- 2021年3月21日
  - フェニックス・サンズのクリス・ポールがロサンゼルス・レイカーズ戦で史上6人目となる通算1万アシストを達成[144]。
  - ヒューストン・ロケッツが史上13回目となる20連敗を記録[145]。
- 2021年3月25日 - トレード期限当日にオーランド・マジックのアーロン・ゴードン、ゲイリー・クラークと、デンバー・ナゲッツのゲイリー・ハリス、R・J・ハンプトン、2025年のNBAドラフト1巡目指名権のトレードが成立[146]。
- 2021年3月31日 - ミルウォーキー・バックス対ロサンゼルス・レイカーズの試合で史上2度目となる3兄弟同時出場が実現（タナシス・アデトクンボ、ヤニス・アデトクンボ、コスタス・アデトクンボ）[147]。
- 2021年5月3日、ワシントン・ウィザーズのラッセル・ウェストブルックは、自身4回目となるシーズン平均トリプル・ダブルを達成した。また、インディアナ・ペイサーズ戦では、14得点・21リバウンド・24アシストを記録し、自身3回目の20リバウンド・20アシストゲームと3回目の10–20–20を記録した。それぞれの偉業に到達するのはこれが2人目となった[148]。
- 2021年5月8日、ワシントン・ウィザーズのラッセル・ウェストブルックは、キャリア通算トリプル・ダブル181回目を達成し、通算記録がオスカー・ロバートソンと同率1位となった[149]。
- 2021年5月10日のアトランタ・ホークス戦にて、ウェストブルックは通算トリプル・ダブル182回目を達成し、歴代1位となった[150]